# Anja Siegert
Anja Siegert (geboren 1967) ist eine deutsche Juristin und Richterin.

## Ausbildung
Nach dem Abitur studierte Anja Siegert Rechtswissenschaften. Sie beendete das Studium mit der Ersten Juristischen Staatsprüfung und absolvierte nach dem Rechtsreferendariat die Zweite Juristische Staatsprüfung. 1997 promovierte sie in Münster über das Thema Minderheitenschutz in der Bundesrepublik Deutschland: Erforderlichkeit einer Verfassungsänderung.

## Beruflicher Werdegang
Ab dem 1. September 2000 war Anja Siegert im Oberlandesgerichtsbezirk Bremen Richterin auf Probe. Am 29. Juni 2005 wurde sie Richterin am Landgericht Bremen. 2010 war sie an das Oberlandesgericht Bremen abgeordnet, wo sie seit 2011 als Richterin tätig ist. Dort ist sie Beisitzerin im 4. Zivilsenat, Beisitzerin und stellvertretende Vorsitzende im 2. Strafsenat und Güterichterin. 2018 war sie stellvertretende Pressesprecherin.
Am Landesjustizprüfungsamt Bremen ist sie Dezernentin (Stand: August 2021).
Im September 2019 wählte die Bremische Bürgerschaft sie auf Vorschlag der CDU-Fraktion zum stellvertretenden Mitglied an den Staatsgerichtshof der Freien Hansestadt Bremen.

## Verfahren
2015 formulierte Anja Siegert die Leitsätze eines Urteils des Oberlandesgerichts Bremen in einem Berufungsverfahren, in dem die Frage der Kostenübernahme für schulmedizinisch nicht etablierte alternative medizinische Behandlungsmethoden im Zentrum stand. Diese stellen nach Auffassung des Gerichts jedenfalls dann eine notwendige Heilbehandlung dar, wenn zum maßgeblichen Zeitpunkt sonstige schulmedizinisch etablierte Behandlungsmethoden nur noch palliativen Charakter haben, die betreffende alternative Behandlungsmethode aber zumindest noch eine medizinisch begründbare Aussicht auf einen Gewinn an Lebenszeit neben einem Gewinn an Lebensqualität sowie dei Möglichkeit einer vollständigen Remission bieten.

## Publikationen (Auswahl)
- Minderheitenschutz in der Bundesrepublik Deutschland: Erforderlichkeit einer Verfassungsänderung. Schriften zum öffentlichen Recht, Band 774; zugleich Dissertation, Münster, Westfalen, 1997. Berlin, Duncker und Humblot, 1999. ISBN 3-428-09494-8